# Kalanchoe arborescens
Kalanchoe arborescens é uma espécie de Kalanchoe nativa de Madagascar.